# Хосман

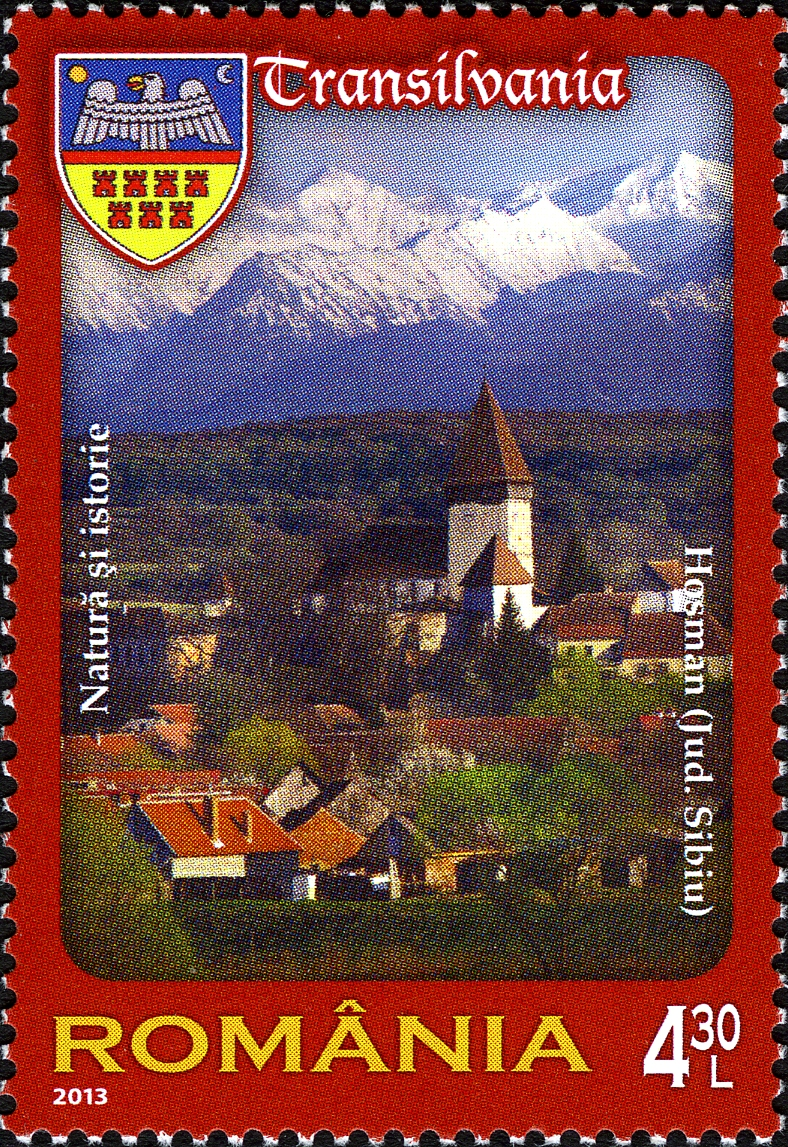
Хосман на почтовой марке Румынии, 2013 г.

Хосман (рум. Hosman) — село в Румынии в жудеце Сибиу в коммуне Нокрич в историческом регионе Трансильвания.
Расположено долине реки Харбах в 203 км к юго-западу от Бухареста, 22 км к востоку от Сибиу, 122 км к юго-востоку от Клуж-Напока и 93 км к западу от Брашова.
Население по переписи 2006 года — 790 человек, из которых 87,5 % румын, остальные цыгане, немцы и венгры. Также есть небольшой процент украинцев.

## История
Впервые упоминается в 1381 году как Holzmenia. В 1449 году войском Влада III Цепеша, известного как Влад Дра́кула село было разрушено и опустело.
Позже, здесь был построен замок, окружённый двумя семиметровыми высокими стенами с бойницами и шестью башнями. Внутренняя граница стен образует идеальный овал, в то время как внешняя, окружающая его — в виде четырехугольника.